# Saison 10 de Candice Renoir
 (juin 2022).
Si vous disposez d'ouvrages ou d'articles de référence ou si vous connaissez des sites web de qualité traitant du thème abordé ici, merci de compléter l'article en donnant les références utiles à sa vérifiabilité et en les liant à la section « Notes et références ».
Chronologie
Saison 9 Téléfilm 1
Cet article présente les épisodes de la dixième saison de la série télévisée Candice Renoir. Il s'agit de la dernière saison de cette série sous le format de 52 minutes.

## Distribution principale
- Cécile Bois : Candice Renoir
- Raphaël Lenglet : Antoine Dumas
- Ali Marhyar : Mehdi Badhou
- Yeelem Jappain : Valentine Atger
- Marie Vincent : Natalie Delpech
- Olivier Cabassut : Armand Marquez
- Christophe Ntakabanyura : Ismaël Ndongo
- Patrick Ligardes : Major Régis Morin
- Clara Antoons : Emma Renoir
- Quentin Michaël : Sacha, le petit-ami d'Emma
- Amélie Robin : Marion
- Matthieu Penchinat : Paul Perier

## Liste des épisodes

### Épisode 1:Un seul être vous manque et tout est dépeuplé
- Suisse : sur RTS Un
- Belgique : La Une
- France : 20 mai 2022 sur France 2[2]

- Belgique :
- France :

- Éric Naggar : Jean Levasseur
- Anouck Feral : Aurélie Rochefort
- Jérôme Rafalowicz : Assistant Nathalie
- Marie-Christine Orry : Monique Levasseur
- Noémie Kocher : Hélène Monard
- Philippe Frécon : Robert Monard
- Monique Bois : Héloïse
- Mélissa Broutin : Dr. Popescu
- Nuria Loansi : Nuria
- Denis Sebbah : Serge le légiste
- Léo Lombard : Théo Perolaz
- Bernard Colin : Michel Bompensier
- Cécile Combredet : Chantal
- Capucine Mandeau : Patient châle

### Épisode 2:Le mal porte le repentir en croupe
- Suisse : sur RTS Un
- Belgique : sur La Une
- France : 20 mai 2022 sur France 2

- Belgique :
- France :

- Anne Suarez : Sylvie Lerbier
- Grégoire Paturel : Emile Brejet
- Sébastien Judéa : Yves Treguier
- Adilé David : Roxane Lerbier
- Meriem Serbah : Yasmine Madid
- Julien Masdoua : Juge d'instruction
- Caroline Puyet : Maître Maurel
- Joséphine Thiocone : Léa
- Florian Shwobi : Hugo
- Salvatore Caltabiano : Vincent Lerbier
- Reynaldo Houy Delattre : Gardien Emile 1
- Antony Cinturino : Gardien Emile 2
- Lisa-Lou Ait El Hadj : Flic 1
- Guillaume Ascione : Flic 2

### Épisode 3:Le mensonge cherche toujours à imiter la vérité
- Suisse : sur RTS Un
- Belgique : sur La Une
- France : 27 mai 2022 sur France 2

- Belgique :
- France :

- François-David Cardonnel : Romain Meyrieux
- Alika Del Sol : Florence Picard
- Thierry Harcourt : M. Gendrot
- Satya Dusaugey : Stéphane Meyrieux
- Cyril Iasci : Moniteur Auto-école
- Adrien Heaulmé : Basile Meyrieux
- Sébastien Ciesielski : Luc Trevoux
- Ginou Lopez : Thessa
- Léna Conchon : Daphné

### Épisode 4:Tout ce qui brille n'est pas d'or
- Suisse : sur RTS Un
- Belgique : sur La Une
- France : 27 Mai 2022 sur France 2

- Belgique :
- France :

- Louise Adda : Zoé Sénéchal
- Violaine Fumeau : Hélène Sénéchal
- Guillaume Marquet : Thomas Sénéchal
- Rose Timbert : Soline
- Marin Lafitte : Yoann
- Eliott Margueron : Enzo
- Lou Luttiau : Alicia
- Nicolas Carpentier : Commissaire Belmont
- Ornella Cortine : Mme Belmont
- Eric Soufflet : Stéphane Grelier
- Maxime Sauvant : Maxime
- Gary Tual : Gary
- Guilhem Logerot : Dealer soirée
- Pascal Lahmani : Réceptionniste
- Cédrine Charbonnier : Luna

### Épisode 5:On ne tue pas par amour
- Suisse : sur RTS Un
- Belgique : sur La Une
- France : 3 Juin 2022 sur France 2

- Belgique :
- France :

- Pierre Hancisse : Damien Lazard
- Xavier Hosten : Aurélien Letailleur
- Lisa Horstmann : Candice Jeune (16 ans)
- Gaëtan Peau : Jean-Jacques
- Claire Cahen : Wanda
- Siloé Lecorps : Belinda enfant
- Jean-Luc Daltrozo : Brigadier Lafleur
- Thibault Landier : Commissaire Marti
- Lisa Gardel : Nadia
- Eric Wagner : Epicier
- Sarah Louis : Liliane Nowak
- Sabrina Laoui : Fatima
- Osmin Renaux : Vendeur
- Hélèna Vautrin : Infirmière
- Stéphane Benazet : Médecin SMUR

### Épisode 6:Pour vanter un beau jour, attends sa fin
- Suisse : sur RTS Un
- Belgique : sur La Une
- France : 10 Juin 2022 sur France 2

- Belgique :
- France :

- Mhamed Arezki : Jean-Baptiste Medjaoui
- Nathalie Boutefeu : Sylvie Leclerc
- Gérard Dubouche : Franck Montale
- Florent Hill : Le Quellec
- Jean-Pierre Bois : Voisin
- Nelly Lawson : Mada
- Evelyne Istria : Simone